# Список дипломатичних місій у Латвії

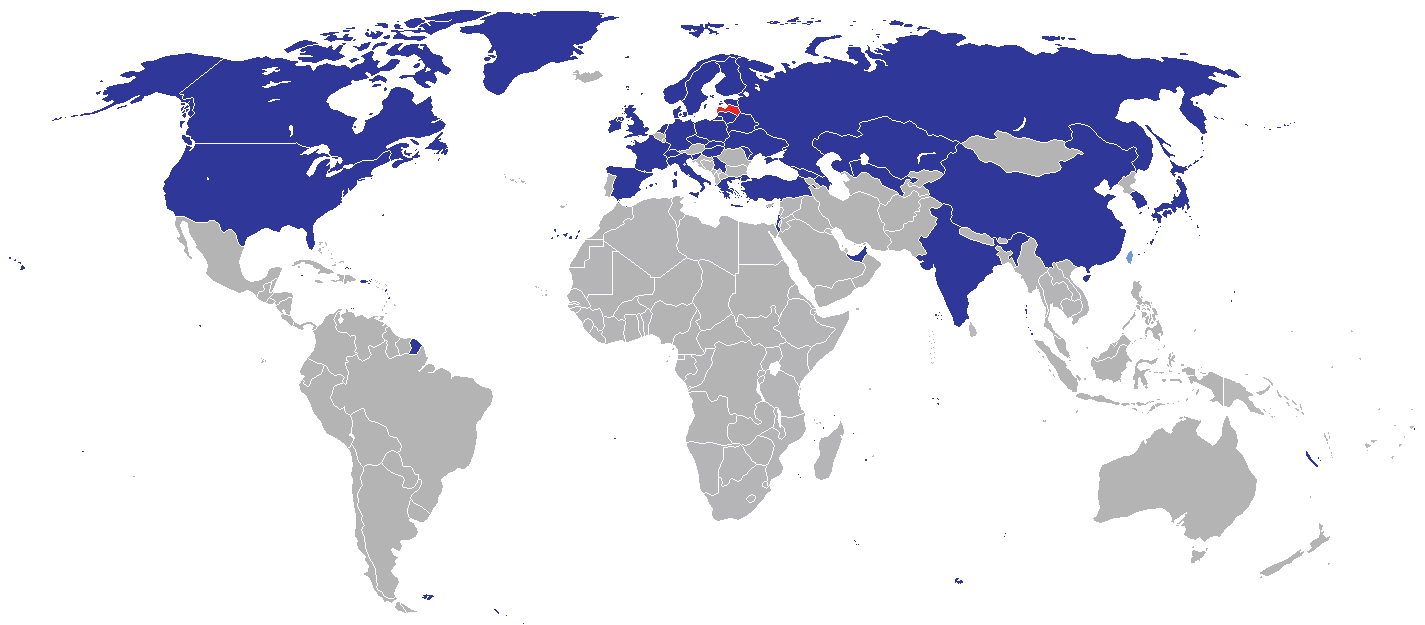
Список дипломатичних місій в Латвії

Список дипломатичних місій в Латвії. Станом на 2016 у місті Рига, столиці Республіки, відкрито 36 посольств.

## Посольства
- Австрія
- Азербайджан
- Білорусь
- Велика Британія
- Греція
- Грузія
- Данія
- Естонія
- Ізраїль
- Ірландія
- Іспанія
- Італія
- Канада
- КНР
- Литва
- Мальтійський орден
- Молдова
- Нідерланди
- Німеччина
- Норвегія
- Південна Корея
- Польща
- Росія
- Словаччина
- США
- Туреччина
- Угорщина
- Узбекистан
- Україна
- Фінляндія
- Франція
- Чехія
- Швейцарія
- Швеція
- ОАЕ
- Японія

## Місії
- Республіка Китай

## Генеральні консульства
Даугавпілс
- Білорусь
- Росія

Лієпая
- Росія

## Консульства
- Казахстан

## Акредитовані посольства

### Стокгольм
- Австралія
- Ангола
- Бельгія
- Бразилія
- Гватемала
- Гондурас
- Еквадор
- Єгипет
- Замбія
- Зімбабве
- Індія
- Індонезія
- Іран
- Кіпр
- Косово
- Малайзія
- Мексика
- Намібія
- Пакистан
- ПАР
- Північна Корея
- Португалія
- Сальвадор
- Саудівська Аравія
- Сербія
- Танзанія
- Уругвай
- Хорватія
- Чилі
- Шрі-Ланка

### Варшава
- Албанія
- Алжир
- Афганістан
- Болгарія
- Вірменія
- Ірак
- Катар
- Колумбія
- Ліван
- Люксембург
- Монголія
- Нова Зеландія
- Панама
- Північна Македонія
- Сирія
- Туніс
- Філіппіни

### Москва
- Бангладеш
- В'єтнам
- Габон
- Ефіопія
- Камбоджа
- Кот-д'Івуар
- Мавританія
- Малі
- М'янма
- Непал

### Берлін
- Гана
- Кувейт
- Лаос
- ОАЕ
- Парагвай
- Словенія
- Туркменістан

### Гельсінкі
- Аргентина
- Венесуела
- Ісландія
- Куба
- Нікарагуа
- Перу

### Копенгаген
- Бенін
- Боснія і Герцеговина
- Буркіна-Фасо
- Марокко

### Інші міста
- Мальта: Валлетта
- Ватикан: Вільнюс
- Казахстан: Вільнюс
- Румунія: Вільнюс
- Йорданія: Гаага
- Руанда: Гаага
- Нігерія: Київ
- Андорра: Лісабон
- Киргизстан: Мінськ
- Таджикистан: Мінськ
- Коста-Рика: Осло
- Таїланд: Осло
- Сан-Марино: Сан-Марино